# 乔迪·坎贝尔
乔迪·坎贝尔（英語：Jody Campbell，1960年3月4日—），生于加利福尼亚州贝尔弗劳尔，美国男子水球运动员。他曾代表美国国家队参加1984年和1988年夏季奥林匹克运动会水球比赛，获得二枚银牌。